# 沃爾夫克里克鎮區 (阿肯色州派克縣)
沃爾夫克里克鎮區（英語：Wolf Creek Township）是位於美國阿肯色州派克縣的一個行政鎮區。

## 地方資料
沃爾夫克里克鎮區的面積為121.65平方千米，當中陸地面積為120.34平方千米，而水域面積為1.31平方千米。根據2010年美國人口普查的數據，當地共有人口611人，而人口密度為每平方千米5.02人。